# The Global Dilemma: Guns or Butter
The Global Dilemma: Guns or Butter est un jeu vidéo de stratégie au tour par tour développé par Chris Crawford et publié par Mindscape en 1990 sur Macintosh et  IBM PC. Le jeu met le joueur aux commandes d'une puissance industrielle dont il doit gérer l'économie avec pour objectif de conquérir le reste du monde. Il combine ainsi des éléments de simulation économique avec des éléments de jeu de guerre et de diplomatie. Il se déroule sur des continents fictifs générés aléatoirement. Ces derniers sont divisés en pays, qui sont eux-mêmes divisés en province, chacune d'elles comptant une ville. Les différentes provinces sont généralement reliés par des routes, qui facilitent les déplacements des armées. Les continents sont de plus parsemés de montagnes, de forêts et de désert, qui gênent au contraire ces déplacements, mais qui influent sur les ressources disponibles dans les provinces,. Le jeu se déroule au tour par tour, chaque tour étant divisé en plusieurs phases qui permettent notamment de gérer la production des provinces et les opérations militaires. Le joueur commence ainsi par assigner les ouvriers de ces provinces à différentes activités de production, comme l'agriculture ou la fabrications d'armes. Il peut ensuite déplacer ses troupes sur la cartes, comme dans Risk, et si ces dernières arrivent dans une province occupée par l'ennemi, un affrontement a lieu et est résolu automatiquement en fonction de différents facteurs comme le nombre de soldats, la qualité des armes et le terrain.